# Empis inferiseta
Empis inferiseta är en tvåvingeart som beskrevs av Christophe Daugeron och Patrick Grootaert 2005. Empis inferiseta ingår i släktet Empis och familjen dansflugor.
Artens utbredningsområde är Vietnam. Inga underarter finns listade i Catalogue of Life.